# Scott Stanford
Scott Stanford (Rockland County, ...-...-...) is een Amerikaans New York-gebaseerde sportanker en sportverslaggever. Stanford bedient wekelijks "Weekend Sports Anchor" op NBC New York. Stanford werkt ook voor de WWE waar hij als play-by-play commentator op WWE Superstars (alleen bij matchen met worstelaars van Raw), een interviewer op Monday Night Raw en als gastheer voor verschillende WWE-programma's aan de slag gaat.

## World Wrestling Entertainment/WWE (2009-heden)
Scott Stanford debuteerde in 2009, die Jack Korpela verving als gastheer van de WWE Bottom Line. In oktober 2010 bekwam hij de nieuwe play-by-play commentator voor WWE Superstars waar hij Michael Cole verving en maakte zijn eerste Superstars-aflevering op 7 oktober met Jerry Lawler. Dit commentator team was van korte duur, hoewel in midden november de geblesseerde worstelaar CM Punk, die het zitje van Lawler overnam en begon te becommentariëren. Aan het einde van december, Punk verliet de commentator team nadat hij John Cena aanviel op Raw en SmackDown met een stoel. Vanaf de uitgave van Superstars op 31 december, Josh Mathews bekwam de nieuwe co-commentator, die de play-by-play commentator Stanford vergezelde. In aanvulling met het becommentariëren van de Superstars-programma, Stanford en Korpela hosts elke maand de pay-per-views. Sinds mei 2011 runde hij ook een website die memorabilia verkoopt aan zijn fans, die hij de Stanford Army noemde.

## Job titels
- Superstars play-by-play commentator - alleen de matchen van Raw (2010–heden)
- Raw backstage interviewer (2011–heden)
- WWE Bottom Line gastheer (2009–heden)
- WWE pay-per-views Preshow gastheer (2009–heden)
- WNBC-TV Weekend Sports Anchor, (2009–heden)
- WWOR-TV Sports Anchor, My9 News at Ten (2002–2008)
- WNYW-TV Sports Anchor/Presenter, Fox 5 News (2008)